# Храм-памятник Воскресения Христова
Храм-памятник Воскресения Христова (фр. La chapelle orthodoxe) — православный храм Архиепископии западноевропейских приходов русской традиции Русской православной церкви, расположенный на русском воинском мемориальном кладбище в коммуне Сент-Илер-ле-Гран (департамент Марна, Франция).

## История
Церковь была построена по инициативе Союза офицеров бывшего Экспедиционного корпуса Русской армии во Франции. Специальный строительный комитет в короткий срок собрал необходимые для строительства средства (композитор Сергей Рахманинов пожертвовал на строительство 12 тысяч франков).
В апреле 1936 года состоялась закладка первого камня в основание строительства церкви. Архитектором выступил Альберт Александрович Бенуа, создавший крестово-купольную одноапсидную церковь новгородского типа. На звоннице церкви, продолжающей западный фасад храма, протоиереем Михаилом Яшвилем был собран и настроен комплект колоколов.
Внутри церковь расписана А. А. Бенуа, а иконостас выполнил П. А. Фёдоров совместно с княжной Е. С. Львовой. Деревянные аналои и подсвечники выполнены бывшим легионером Василием Ивановичем Перевозщиковым. В притворе находятся мраморные доски с именами военнослужащих, погребённых на кладбище.

## Памятные богослужения
Ежегодно на католическую Пятидесятницу (Pentecôte) и 11 ноября происходит поминовение военнослужащих Экспедиционного корпуса Русской армии, павших в Шампани и в Салониках, клириками Архиепископии западноевропейских приходов русской традиции.